# Andrij Pyljavs'kyj
Andrij Borisovyč Pyljavs'kyj (in ucraino Андрій Борисович Пилявський?; Kiev, 4 dicembre 1988) è un ex calciatore ucraino, di ruolo difensore.

## Palmarès

### Club

#### Competizioni nazionali
- Campionato israeliano: 1

Maccabi Haifa: 2010-2011